# 獵戶臂

觀察到的銀河系螺旋臂結構。

獵戶臂是銀河系的次要螺旋臂，寬度約為3,500光年（1,100秒差距），長度約為10,000光年（3,100秒差距），包含地球在內的太陽系也都在這條旋臂內。它的全名是「獵戶-天鵝臂」，也稱為「本地臂」。在過去曾稱為「獵戶橋」、「本地支線」和「獵戶支線」。

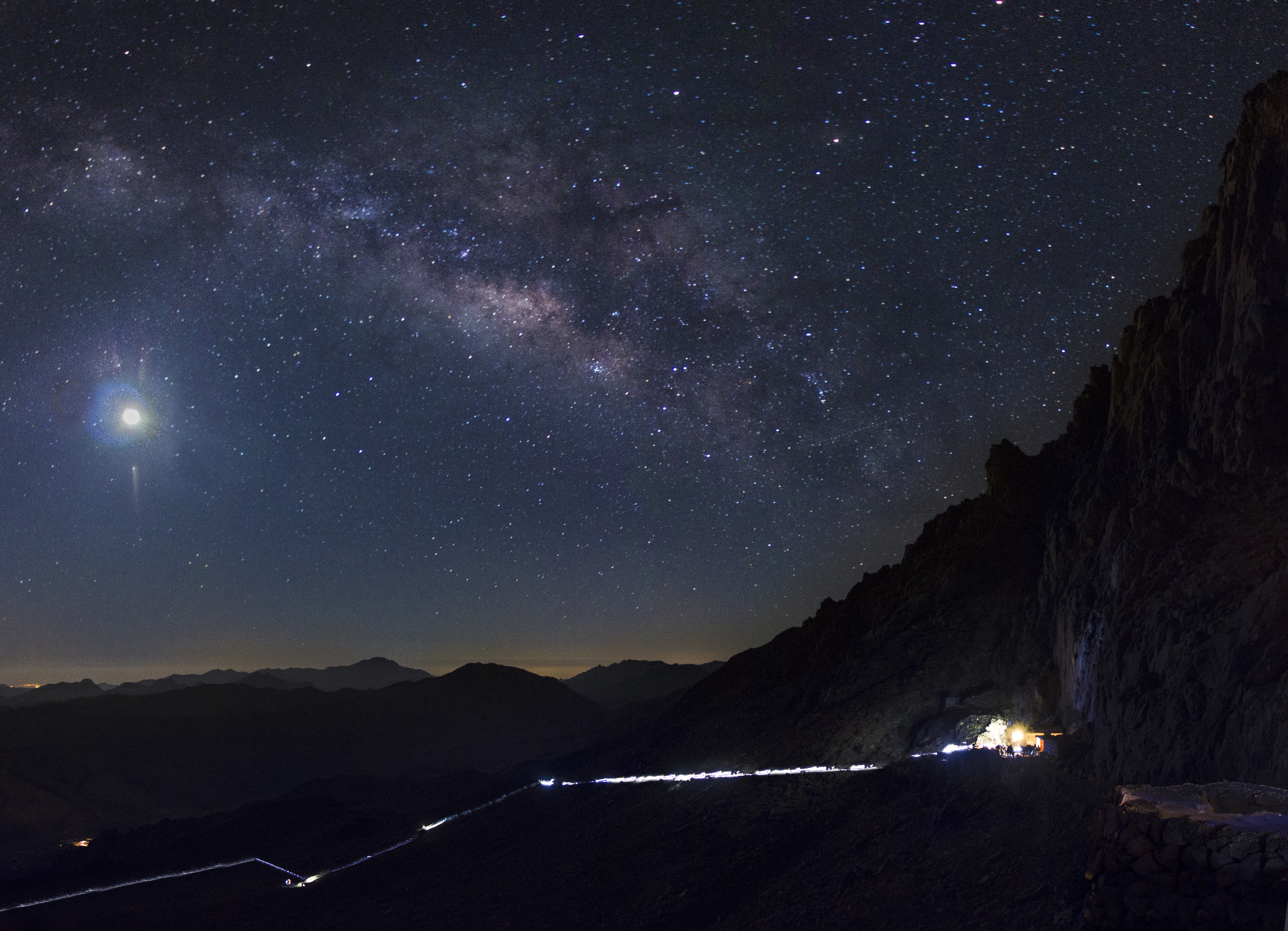
從西奈半島的埃及看到的銀河中心。

這條旋臂以北半球冬季（南半球夏季）最突出的星座之一，獵戶座為名。一些最亮的恆星和星座中最著名的天體（例如參宿四、參宿七、獵戶腰帶的三顆恆星，獵戶座大星雲）都在其中，如下面的互動圖所示。
獵戶臂位於船底-人馬臂（其局部部分朝向銀河系中心）和英仙臂（其局部部分是最外側的主要旋臂，是銀河系的兩個主要旋臂之一）之間。 
長期以來，獵戶臂被認為是一個次要結構，即上述兩個臂之間的"骨刺"，2013年的年中，有證據表明獵戶臂可能是英仙座臂的一個分支，但也可能是一條獨立旋臂的一段。
在這條旋臂內，太陽系靠近其內緣，在相對於旋臂的星際介質，稱為本地泡的空腔中，大約是旋臂長度的一半之處，距離銀河系的中心大約8,000秒差距（26,000光年）。
最近，測量了超過30個甲醇（6.7-GHz）和水（22-GHz）邁射，與在距離太陽幾千秒差距內的大質量恆星形成區域的視差和自行。測量精度的誤差小於±10%，甚至3%，優於beSSeL專案（棒旋和螺旋結構遺跡調查）中最好的測量。在大質量恆星形成區中，星際邁射的精確位置已經表明，本地臂似乎是人馬臂和英仙臂之間，環繞著銀河系不到銀河系四分之一的旋臂孤兒的一部分。這一段的長度約為20,000光年，寬度約為3,000光年，俯仰角為10.1°±2.7°至11.6°±1.8°。這些結果表明，本地臂比以前想像的要大，它的俯仰角和恆星形成速率都與銀河系的主要旋臂相當。本地臂被合理地稱為銀河系中的第五個特徵。"骨刺"的解釋可能不正確。
為了理解人馬座和英仙座之間局部旋臂的形態，使用蓋亞DR2繪製了90°≤l≤270°之間，年齡大約10億年的特定恆星群的恆星密度。年齡在10億年的恆星族群因為位在本地臂的大質量恆星形成區（HMSFR，high-mass star-forming regions），又比這些氣體更為進化，且數量也更多，所以較容易追蹤，也更易於調查恆星密度和氣體沿著本地臂的氣體分布。研究人員在靠近本地臂的地方發現了一個邊緣顯著的臂狀恆星高密度區，與HMSFR一起被識別出來，特別是在90°≤l≤190°的區域。他們得出的結論是，本地臂是僅與氣體和恆星形成區相關的旋臂段，具有顯著的恆星高密度特徵。此外，他們發現恆星臂的俯仰角略大於氣體定義的臂，並且氣體定義臂和恆星臂之間也存在偏移。恆星和HMSFR定義的螺旋臂之間的偏移和不同的俯仰角與恆星形成，與旋臂密度波中滯後氣體壓縮的期望一致，該波持續的時間比典型的107−108年長。

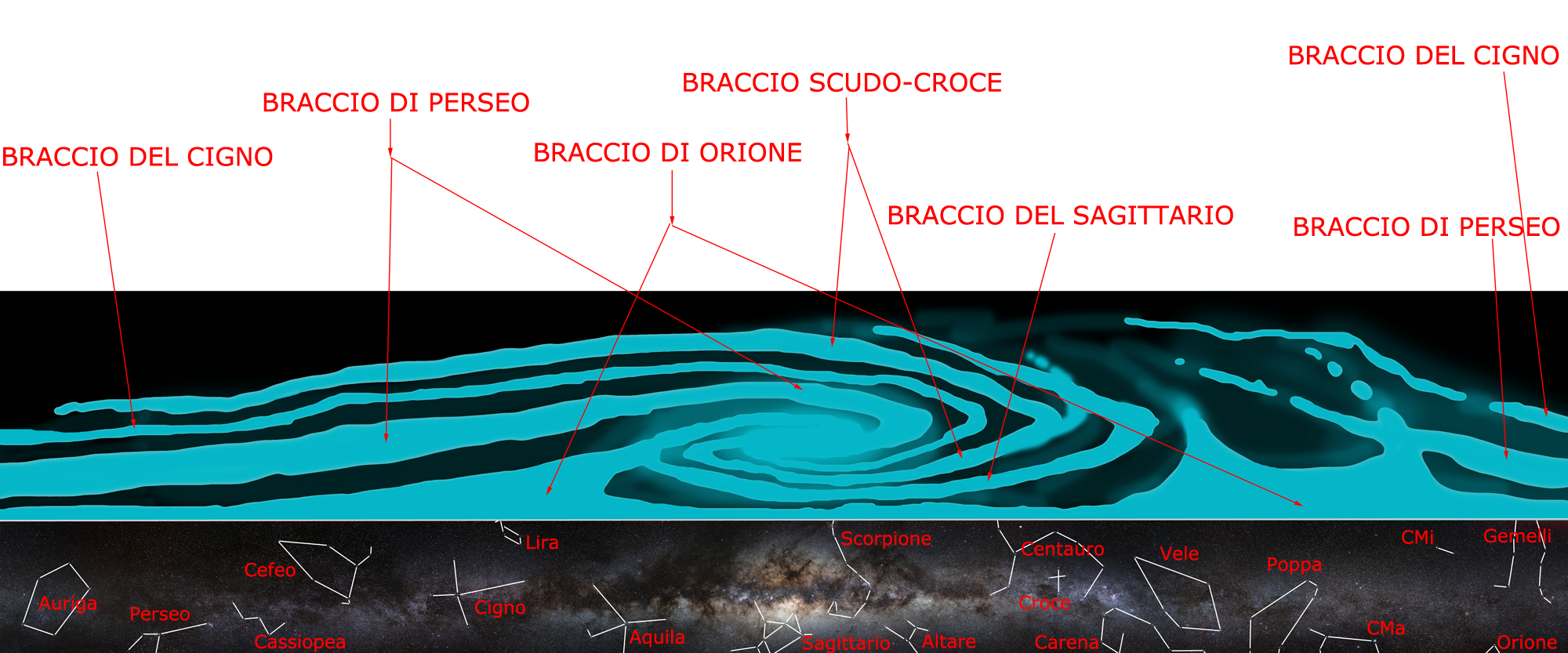
描繪了從獵戶座臂內側朝向銀河系內的景象。

## 成員
獵戶臂內有許多梅西爾天體：
- M 6，蝴蝶星團
- M 7，托勒密星團
- M 23，疏散星團
- M 25，疏散星團
- M 27，啞鈴星雲
- M29，疏散星團
- M 34，疏散星團
- M 35，疏散星團
- M 39，疏散星團
- Winnecke 4 (M40)
- M41，疏散星團
- M 42，獵戶星雲
- M 43，De Mairan's Nebula
- M 44，蜂巢星團
- M 45，昴宿星團
- M 46，疏散星團
- M 47，疏散星團
- M 48，疏散星團
- M 50，疏散星團
- M 57，環狀星雲
- M 67，疏散星團
- M 73
- M 76，小啞鈴星雲
- M 78，擴散星雲
- M 93，疏散星團
- M 97，夜梟星雲

### 其它的圖

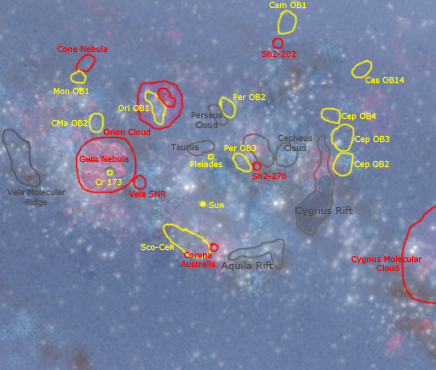
獵戶臂的特寫，與圍繞著本地泡的主要 星協（黃色），星雲（紅色）和暗星雲（灰色）

## 外部連結
- 銀河系中的梅西耶天體（SEDS）（页面存档备份，存于）
- 銀河系的3D圖 （页面存档备份，存于）